# Округ Едгар (Илиноис)
Едгар (енгл. Edgar County) је округ у америчкој савезној држави Илиноис.

## Демографија
По попису из 2010. године број становника је 18.576, што је 1.128 (-5,7%) становника мање 2000. године.
| Група             | 2000.          | 2010.          |
| Белци             | 19.052 (96,7%) | 18.142 (97,7%) |
| Афроамериканци    | 362 (1,8%)     | 64 (0,3%)      |
| Азијати           | 37 (0,2%)      | 33 (0,2%)      |
| Хиспаноамериканци | 154 (0,8%)     | 187 (1,0%)     |
| Укупно            | 19.704         | 18.576         |